# 小池裕美子 (アナウンサー)
小池 裕美子（こいけ ゆみこ、1950年（昭和25年）9月2日 - ）は、日本テレビの元アナウンサー。大正大学教授。日本テレビで初の女性キャスターを務めた。
別名義は小池 柚実子。

## 来歴・人物
和歌山県出身。血液型はAB型。大阪樟蔭女子大学学芸学部国文科卒業後の1974年（昭和49年）に日本テレビへ入社。同期には松永二三男、楠田枝里子がいる。
アナウンサー時代は主にニュース番組を担当。1978年（昭和53年）、日本テレビ初の女性キャスターに抜擢され、皇室ニュースなどを担当。結婚・出産を経て、1993年（平成5年）2月の横浜国際女子駅伝では初の女性センター実況中継担当をする等、引き続きアナウンサー活動していたが、1994年（平成6年）にアナウンス部から編成局・ネットワーク局・営業局など異動。
2008年（平成20年）、『弦短歌界』同人。2009年（平成21年）、万葉短歌大会「万葉賞」を受賞。
2010年（平成22年）に日本テレビを定年退職。2012年（平成24年）からは大正大学表現学部表現文化学科の放送・映像表現コースで特命教授となり、後進育成に当たっている。

## 出演番組
報道番組
| 期間         | 期間          | 番組名                     | 役職                 | 担当日     |
| ------------ | ------------- | -------------------------- | -------------------- | ---------- |
| 1975年1月6日 | 1980年3月28日 | NNNジャストニュース        | キャスター           | 月～水曜日 |
| 1977年4月4日 | 1979年3月2日  | NNNおはよう!ニュースワイド | キャスター           | 平日       |
| 1980年4月3日 | 1983年4月2日  | NNN JUSTニュース           | キャスター           | 木～土曜日 |
| 1990年代     | 1990年代      | NNNニューススポット        | シフト勤務キャスター | （交替制） |
| 1990年代     | 1990年代      | あすの全国の天気           | シフト勤務キャスター | （交替制） |
| 1990年代     | 1990年代      | NNNニュース                | シフト勤務キャスター | （交替制） |

その他
- 宗教の時間（1980年4月 - 1994年3月）リポーター[2]
- 爆笑!!マイスタ
- マイスタ芸能ワイド

## 書籍
- 歌集 時の沙（2012年、角川学芸出版）